# Wenn der Hahn kräht
Wenn der Hahn kräht ist ein deutsches Lustspiel in drei Akten von August Hinrichs aus dem Jahr 1933. Seine Premiere hatte das Stück am 27. September 1933 im Deutschen Nationaltheater in Weimar.

## Handlung
Der Bürgermeister Jan Kreyenborg versucht, bei der Tochter des Schneidermeisters Witt zu fensterln. Er wird erwischt, aber nicht erkannt. Beim Hahnenschrei kommt er mit nur einem Stiefel und einer Verletzung am Hintern nach Hause. Der Knecht Wilhelm hilft ihm, seine Tat zu vertuschen. Die Frau des Schneiders versucht, aus der Tat Kapital zu schlagen und behauptet, dass sie ausgeraubt wurden. Gustav Piepers, der von der Mutter auch als Ehepartner für die Tochter Lena vorgesehen ist, ruft die Polizei per Telefon an. Der Stiefel wird als Indiz für den Täter gesehen.  Der Tierarzt Renken kommt der Tat des Bürgermeisters auf die Spur und verlangt für sein Stillhalten die Einwilligung in die Verlobung mit seiner Tochter.

## Verfilmungen
Das Lustspiel wurde Anfang 1936 von Rolf Hansen und Carl Froelich verfilmt und hatte am 23. März 1936 im Ufa-Palast Stettin seine Uraufführung.
- Ohnsorg-Theater Erstausstrahlung 26. April 1959[3]
  - Jan Kreyenborg: Walter Scherau
  - Gesine Kreyenborg: Erna Raupach-Petersen
  - Lena Kreyenborg: Christa Wehling
  - Willem Tameling: Henry Vahl
  - Trina Witt: Heidi Kabel
  - Peter Witt: Günter Lüdke
  - Gustav Piepers: Günther Siegmund
  - Amtshauptmann Kröger: Karl-Heinz Kreienbaum
  - Wachtmeister Stindt: Ernst Grabbe
  - Tierarzt Renken: Heinz Lanker
  - Regie: Hans Mahler
  - Fernsehregie: Alfred Johst
  - Bühnenbild: Hans-Albert Dithmer

- Der Komödienstadel Erstausstrahlung 4. Oktober 1964[4][5]
  - Bürgermeister Serverin Bachmeier: Michl Lang
  - Walburga Bachmeier: Paula Braend
  - Anni Bachmeier: Claudia Hansmann
  - Knecht Simmerl: Ludwig Schmid-Wildy
  - Schneider Korbinian Witt: Ernst Barthels
  - Rosa Witt: Marianne Lindner
  - Tierarzt Dr. Heinz Forster: Maxl Graf
  - Polizeiinspektor Kaltenegger: Ulrich Beiger
  - Wachtmeister Huber: Karl Tischlinger
  - Amandus Zirngiebel: Georg Hartl
  - Musik: Raimund Rosenberger und die Wendelsteiner Musikanten
  - Tanzeinlage: Rottauer Schuhplattler vom Chiemgauer Alpenverband
  - Bildtechnik: Hildegard Meinert
  - Tontechnik:Walter Redlich
  - Kamera: Erwin Tischler, Erich Gebhardt, Fritz Hochholzer, Hagen Volfmann und Dieter Fichtner
  - Bildschnitt: Gesela Damaschun
  - Aufnahmeleitung: Max Herbst
  - Produktionsleitung: Günther Ernst
  - Szenenbild: Hans Minarif
  - Bildführung: Ernst Schuster
  - Produktion Hans Stepan
  - Bayerische Fassung: Edmund Steinberger
  - Fernsehbearbeitung und Regie: Olf Fischer[6]

- St. Pauli Theater Erstausstrahlung 4. Juni 1972[7]
  - Jan Kreyenborg: Benno Hoffmann
  - Gesine Kreyenborg: Eva Maria Bauer
  - Lena Kreyenborg: Annemarie Assmann
  - Willem Tameling: Joachim Wolff
  - Gustav Piepers: Bernd Wurm
  - Peter Witt: Günter Lüdke
  - Trina Witt: Christa Siems
  - Tierarzt Renken: Friedrich Wilhelm Timpe
  - Amtshauptmann Kröger: Karl Heinz König
  - Wachtmeister Stindt: Bobby Burg
  - Regie: Henry Kielmann
  - Fernsehregie: Heribert Wenk

- Ohnsorg-Theater Erstausstrahlung 30. April 1976[8]
  - Jan Kreyenborg: Karl-Heinz Kreienbaum
  - Gesine Kreyenborg: Hilde Sicks
  - Lena Kreyenborg: Heidi Mahler
  - Peter Witt: Heini Kaufeld
  - Trina Witt: Heidi Kabel
  - Willem Tameling: Uwe Dallmeier
  - Tierarzt Renken: Jürgen Pooch
  - Amtshauptmann Kröger: Karl-Otto Ragotzky
  - Wachtmeister Stindt: Ernst Grabbe
  - Gustav Piepers: Edgar Bessen
  - Regie: Günther Siegmund
  - Fernsehregie: Alfred Johst
  - Drehbuch: August Hinrichs
  - Bühnenbild: Hans-Albert Dithmer
  - Szenenbild: Alfred Johst, Günther Siegmund[6]

- Der Komödienstadel Erstausstrahlung 8. September 1985[9] Aufnahme IFA
  - Bürgermeister Serverin Bachmeier: Maxl Graf
  - Walburga Bachmeier: Katharina de Bruyn
  - Anni Bachmeier: Julia Fischer
  - Knecht Simmerl: Beppo Brem
  - Schneider Korbinian Witt: Hans Löscher
  - Rosa Witt: Ruth Kappelsberger
  - Tierarzt Dr. Heinz Forster: Michael Vogtmann
  - Polizeiinspektor Kaltenegger: Franz Huber
  - Wachtmeister Huber: Hans Stadlbauer
  - Amandus Zirngiebel: Claus Grießer
  - Regie: Olf Fischer[6]

## Hörspiele
- 1951: Wenn de Hahn kreiht. Sprache: niederdeutsch. Produzent: RB
  - Jan Kreyenborg: Walter A. Kreye
  - Gesine Kreyenborg: Thea Waldau
  - Lena Kreyenborg: Elsbeth Kwintmeyer
  - Willem Tameling, Knecht: Wilhelm Westernhagen
  - Schneider Peter Witt: Carl Schenck
  - Trina Witt: Erika Rumsfeld
  - Tierarzt Renken: Bernd Wiegmann
  - Amtshauptmann Kröger: Ernst Waldau
  - Polizist Stindt: Hans Rolf Radula
  - Bearbeitung und Regie: Eberhard Freudenberg
  - Erstsendung: 06.08.1951 | 61'03 Minuten

- 1952: Wenn de Hahn kreiht. Sprache: niederdeutsch. Produzent: NWDR
  - Jan Kreyenborg, Gemeindevorsteher: Franz Blanke
  - Fine Kreyenborg: Käte Kortenkamp
  - Lena Kreyenborg, jähre Dochter: Hanni Fockele-Grollmes
  - Willem Tameling, Knecht: Hermann Hartmann
  - Tierarzt Renken: Will-Daniel Riepke
  - Kröger, Amtmann: Wilm Böckenholt
  - Stindt, Wachtmeister: Wilhelm Wahl
  - Peter Witt: Tönne Vormann
  - Trina Witt: Mimi Frenke
  - Übersetzung: Franz Mehring
  - Bearbeitung und Regie: Wilhelm Wahl
  - Erstsendung: 29.04.1952 | 60'00 Minuten

- 1954: Wenn der Hahn kräht. Produzent: Radio Saarbrücken
  - Maria Rumann
  - Gerti Palmer
  - Melitta Johänntgen
  - Fritz Weißenbach
  - Hans Heinz Klüfer
  - Werner Wiedemann
  - Peter Schmidt
  - Otto Düben
  - Bernd Stenger
  - Günter Stutz
  - Viktor Lenz
  - Klaus Flätgen
  - Regie: Viktor Lenz
  - Erstsendung: 08.06.1954 | 54'35 Minuten

- 1960: Der Komödienstadel: Wenn der Hahn kräht. Produzent: BR
  - Severin Bachmeier: Michl Lang
  - Walburga, seine Frau: Liesl Karlstadt
  - Anni, ihre Tochter: Agi Somya
  - Simon Gramlinger, Knecht: Ludwig Schmid-Wildy
  - Dr. Heinz Forster, Tierarzt: Hannes Keppler
  - Polizeikommissär Kaltenegger: Uli Steigberg
  - Wachtmeister Huber: Ludwig Wühr
  - Amandu Zirngiebel, Bauernsohn: Hans Löscher
  - Korbinian Witt, Schneider: Ernst Schönle
  - Rosa, seine Frau: Paula Braend
  - Co-Autor: Walter Netzsch
  - Bearbeitung (Wort): Edmund Steinberger
  - Komposition: Raimund Rosenberger
  - Regie: Olf Fischer
  - Erstsendung: 24.09.1960 | 101'45 Minuten

- 1960: Wenn de Hahn kreiht. Sprache: niederdeutsch. Produzent: NDR/RB
  - Jan Kreyenborg: Carl Hinrichs
  - Gesine: Martha Mahlstedt
  - Lena: Ursula Tammen
  - Willem: Heinrich Kunst
  - Snieder Witt: Martin Meiners
  - Trina: Anneliese Bülow
  - Dr. Renken: Heinz Schnittker
  - Amtshauptmann Kröger: Werner Tammen
  - Schandarm Stindt: Fritz Hüer
  - Bearbeitung: Eberhard Freudenberg
  - Regie: Walter A. Kreye
  - Erstsendung: 12.12.1960 | 57'10 Minuten

- 1969: Wenn de Hahn kräht. Sprache: niederdeutsch. Produzent: RB
  - Jan Kreyenborg: Walter A. Kreye
  - Gesine, seine Frau: Erika Rumsfeld
  - Lena, ihre Tochter: Ursula Hinrichs
  - Willem Tameling, Knecht: Heinrich Kunst
  - Tierarzt, Dr. Renken: Jochen Schenck
  - Snieder Witt: Hans-Jürgen Ott
  - Trina Witt: Almut Sandstede
  - Amtshauptmann Kröger: Dieter Ehlers
  - Wachtmeister Stindt: Walter Ernst
  - Bearbeitung: Eberhard Freudenberg
  - Regie: Erich Keddy
  - Erstsendung: 19.04.1969 | 74'38 Minuten

- 1977: Wenn de Hahn kreiht. Sprache: niederdeutsch. Produzent: RB/NDR (1969)
  - Mitwirkende: siehe vorstehenden Eintrag
  - Erstsendung: 28.11.1977 | 74'38 Minuten